# Avenue Gaston-Boissier
L'avenue Gaston Boissier est une voie de communication du centre historique de la commune de Viroflay, dans les Yvelines. Elle suit le parcours de la route départementale 56.

## Situation et accès
Elle commence dans l'axe de la rue Jean-Rey, au croisement de la rue Henri-Welschinger et de la rue Molière, elle se dirige vers l'est puis franchit la ligne des Invalides à Versailles-Rive-Gauche. Son côté septentrional fait alors partie du territoire de la commune de Chaville. Elle croise ensuite le boulevard de la Libération, anciennement boulevard des Trois-Gares. Par la suite, en se terminant rue de Jouy, elle est prolongée par la rue du Pavé-de-Meudon.
Sa desserte s'opère par la gare de Viroflay-Rive-Gauche, la gare de Chaville - Vélizy et la gare de Chaville-Rive-Gauche.

## Origine du nom

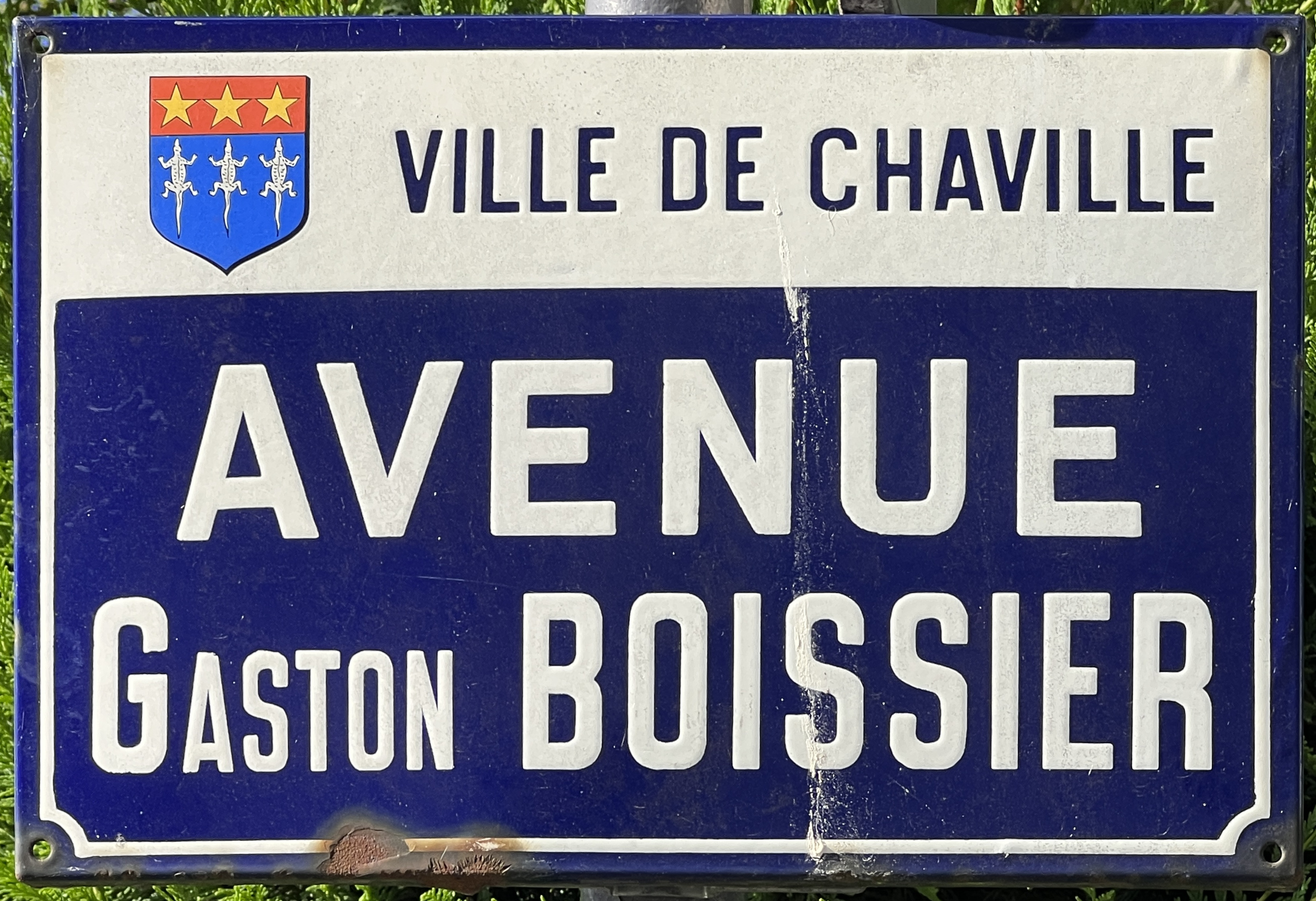
Plaque de l'avenue.

Grâce à une délibération du conseil municipal en date du 14 août 1925, elle a été renommée en hommage à l'historien et philologue Gaston Boissier, qui vécut et mourut au no 12.

## Historique
Elle reprend le tracé historique de la liaison de Chaville au vieux Village de Viroflay, et portait le nom de chemin de Chaville. Elle faisait probablement partie de l'ancienne route de Paris à Dreux, qui fut détournée en 1657 par Michel Le Tellier pour devenir le pavé des Gardes.

## Bâtiments remarquables et lieux de mémoire
- L'homme politique Jacques Chaban-Delmas et l'aviateur Alfred Fronval habitèrent dans cette rue.
- Ancien haras de Gaillon[7].
- Hôtel de ville de Viroflay.
- Maison paroissiale « Mamré » et presbytère de Viroflay[8].